# Lũng-cần Nhiêu-ráng-ba
Longchenpa (zh. 隴勤饒絳巴, bo. klong chen pa ཀློང་ཆེན་པ་), 1308-1364, là một đại sư Tây Tạng phái Nyingma (bo. nyingmapa རྙིང་མ་བ་), được tặng danh hiệu "Nhất thiết trí giả." Sư đóng một vai trò quan trọng trong giáo pháp Đại cứu cánh (bo. rdzogs chen རྫོགས་ཆེན་) vì đã phối hợp được nhánh của Đức Liên Hoa Sinh (sa. padmasambhava) với nhánh của Đức Vô Cấu Hữu (zh. 無垢友, sa. vimalamitra), đưa vào một hệ thống chung. Trong một cuộc đời tương đối ngắn, Sư đã viết 270 tác phẩm mà những tác phẩm quan trọng nhất được gọi là "Bảy Món Quý". Đặc điểm của các tác phẩm của Sư là chiều sâu của tư tưởng và tính chất rõ rệt, chính xác. Những tác phẩm này vẫn còn tác động trong dòng Nyingma.
Lên 11 tuổi, Sư đã được gia nhập Tăng đoàn và sau đó chú tâm học tập. Ngoài trường phái Nyingma của mình, Sư còn học thêm Giáo Pháp của các phái Sakya (bo. sa skya pa ས་སྐྱ་པ་) và là học trò của Đức Karmapa (bo. karmapa ཀར་མ་པ་) thứ ba (1284-1339). Sau đó hai biến cố lớn xảy ra cho Sư: sau khi chứng được linh ảnh của Liên Hoa Sinh và đệ tử là Yeshe Tsogyal, Sư có quan hệ trực tiếp các Không hành nữ (sa. ḍākinī), được truyền Giáo Pháp Đại cứu cánh và có trách nhiệm ghi lại thành văn bản chôn dấu, các Mật Tạng (bo. gter ma གཏེར་མ་). Sau đó Sư lại gặp Vô Cấu Hữu, được chân truyền phép Đại cứu cánh và tổng hợp hai dòng Đại cứu cánh nói trên thành một hệ thống duy nhất.
Longchenpa là vị trụ trì chùa Samye (bo. bsam yas བསམ་ཡས་) tại Trung Tây Tạng. Tuy thế phần lớn thì giờ, Sư vẫn hay đi vân du và sống viễn li. Sư cũng là người sửa chữa lại nhiều chùa, nhất là những chùa tại Bhutan trong thời gian Sư phải biệt xứ tại đó hàng chục năm. Đời sau, có Jigme Lingpa (1730-1798) nghiên cứu rõ về Sư và đưa Sư lên hàng Đại sư của dòng Rimé (bo. ris med རིས་མེད་).